# كالي فريسي (دراما)
كالي فريسي (Καλή Βρύση) هي قرية في بلدية بروسوتساني في محافظة دراما في مقدونيا الشرقية. بلغ عدد سكانها 705 نسمة وفقًا لتعداد 2011. 

## الوصف
تم بناء كالي فريسي على بعد 23 كم شمال غرب دراما، عند سفح جبل مينويكي وعلى الجانب الغربي من سهل بروسوتساني.  المهن الرئيسية للسكان هي الزراعة وتربية الحيوانات وتعدين الرخام.  الكنيسة المركزية في القرية مكرسة إلى القديس نقولا  وتعود إلى أواخر القرن التاسع عشر. 

## التاريخ

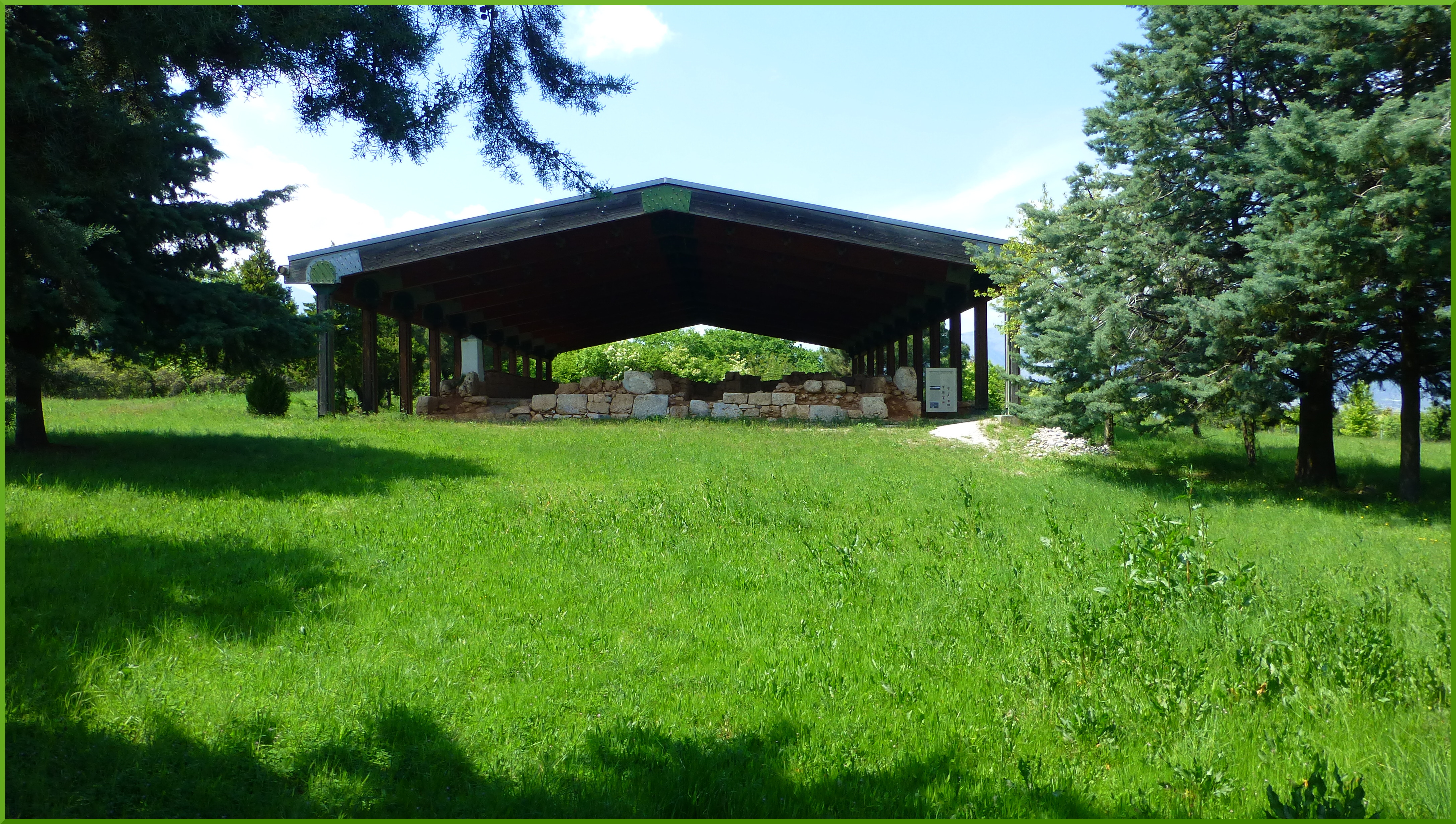
المزار القديم للإله ديونيسوس في كالي فريسي بروتسوتساني

تم اكتشاف آثار تعود إلى العصر البرونزي المتأخر في المنطقة المحيطة، ومزار ديونيسوس في القرن الرابع قبل الميلاد، بالإضافة إلى نقوش رومانية.  كانت هناك مدرسة يونانية بها 80 طالبًا في القرية في منتصف عقد 1890 (وكانت وقتها تُعرف باسم غورنيتسا). أفيد أن حوالي ثلث السكان انضموا (لأسباب مختلفة) إلى الكنيسة البلغارية في تلك الفترة. في الوقت نفسه، أصبحت القرية هدفًا للكوميتاتزيد (المتمردين) البلغاريين، الذين قتلوا عام 1905 عمدة القرية ديميتريوس مارتزيوس، وفي العام التالي قتل الكاهن المقدوني يوانيس بابايمانويل أو بابايكونومو. من ناحية أخرى، كان العديد من سكان غورنيتسا، مثل العمدة يوانيس مارتزيوس، مقاتلين أو عملاء الصراع المقدوني. 
أتى أهل القرية إلى اليونان بعد حرب البلقان الثانية، مثل بقية محافظة دراما. استقر فيها لاحقا اللاجئون اليونانيون من مناطق تراقيا الشرقية والبنطس وآسيا الصغرى، وفي عام 1927 تم تغيير اسمها إلى كالي فريسي. سقطت القرية مع معظم مقدونيا الشرقية وتراقيا في يد بلغاريا خلال الحرب العالمية الثانية. في نهاية عام 1941، أعدمت قوات الاحتلال البلغاري 12 ساكنًا انتقاما من انتفاضة دراما. 
إداريًا، خضعت كالي فريسي في البداية بعد اندماجها في الدولة اليونانية لبلدية زيخيني في مقاطعة سيرس، بينما أدخلت في عام 1925 إلى بلدية دراما في المقاطعة بنفس الاسم. وهي تنتمي إلى بلدية بروسوتساني منذ عام 1997.

## تعداد السكان
| التعداد | 1961 | 1971 | 1981 | 1991 | 2001 | 2011 |
| ------- | ---- | ---- | ---- | ---- | ---- | ---- |
| السكان  | 1508 | ;    | ;    | ;    | 1066 | 705  |